# Lagaan - Era uma Vez na Índia
Lagaan (bra: Lagaan - Era uma Vez na Índia; prt: Lagaan - Era uma Vez na Índia ou Lagaan: Era uma Vez na Índia), ou Lagaan: Once Upon a Time in India, é um filme de drama musical e romântico indiano de 2001 dirigido e escrito por Ashutosh Gowariker.
Foi indicado ao Oscar de melhor filme estrangeiro na edição de 2002, representando a Índia.

## Elenco
- Aamir Khan - Bhuvan[6]
- Gracy Singh - Gauri[7][8]
- Rachel Shelley - Elizabeth Russell
- Paul Blackthorne - Andrew Russell[9][10]
- Suhasini Mulay - Yashodamai
- Kulbhushan Kharbanda - Raja Puran Singh
- Rajendra Gupta - Mukhiya Ji